# 杉山崇
杉山 崇（すぎやま たかし、1970年9月8日- ）は、日本の心理学者、臨床心理士、キャリアコンサルティング技能士（1級）。
神奈川大学人間科学部教授。
抑うつの認知過程，抑うつの対人関係，被受容感・被拒絶感，抑うつ感・パラノイア感、ポストフェストウム的時間制、パーソナリティ、発達障害、モチベーション開発、意識と無意識の生物学的基盤、などの心理学研究や，心理療法の統合・折衷，認知行動療法，などの実践研究を行っている。

## 経歴
山口県下関市生まれ。学習院大学大学院人文科学研究科心理学専攻博士後期課程単位取得。
1994年より公立および民間の精神科サービス、教育相談、学生相談、企業メンタルヘルス、キャリア形成支援の心理職を務める。日本学術振興会特別研究員、長野大学社会福祉学部専任講師、法政大学・法政大学大学院兼任講師、山梨大学保健管理センター兼任講師（相談員）、山梨英和大学人間文化学部専任講師・同准教授などを経て、2008年神奈川大学人間科学部准教授、2013年同教授、2015年同心理相談センター所長。2017年同人間科学研究科委員長。2016年神奈川大学学術褒章受章（1.記憶心理学と臨床心理学のコラボレーション・2.心理学のアウトリーチ）。

## 著書・メディア実績

### 単著
- グズほどなぜか忙しい（永岡書店、2010年）ISBN 4522476345
- 読むだけで人づきあいが上手くなる（サンマーク出版、2015年）ISBN 4763134388
- 「どうせうまくいかない」が「なんだかうまくいきそう」に変わる本ー認知行動療法ではじめる心のストレッチ（永岡書店、2016年）　ISBN 4522434383
- 「ウルトラ不倫学（主婦の友社、2016年）」　ISBN 9784074203864
- 心理学者・脳科学者が子育てでしていること、していないこと（主婦の友社、2018年）　ISBN　978-4074280117
- 事例でわかる、働く人へのカウンセリングと認知行動療法・対人関係療法（金子書房、2019年）　ISBN-10: 4760832718
- 心理学でわかる、発達障害グレーゾーンの子の保育（誠信書房、2019年）　ISBN-13: 978-4414416572
- 許す練習（あさ出版、2020年）　ISBN-10 : 4866672307

### 共著
- 福祉と人間の考え方（ナカニシヤ出版、2007年）ISBN 4779501121
- マンガでわかる 心理学的に正しいモンスター社員の取扱説明書 (Futaba Culture Comic Series)　ISBN-13: 978-4575314779

### 共編著
- これからの心理臨床: 基礎心理学と統合・折衷的心理療法のコラボレーション（ナカニシヤ出版、2007年）ISBN 4779501792
- 臨床に活かす基礎心理学（東京大学出版社、2010年）ISBN 4130121049
- 事例でわかる、心理学のうまい活かし方（金剛出版、2011年）ISBN 4772412123
- カウンセリングの援助と実際（北樹出版、2012年）ISBN 4779303222
- 記憶心理学と臨床心理学のコラボレーション（北大路書房、2015年）ISBN　4762829102

### メディア実績
- 派遣会社カタログ

## 出演

### テレビ
- ホンマでっかテレビ（フジレテビ：2019年11月20日）
- 5時に夢中！（東京MXテレビ：2020年2月24日）
- 緊急！公開大捜索 (TBSテレビ：2018年1月31日)
- ハナタカ優越館（テレビ朝日）
- 所さんの目がテン（日本テレビ）
- 日本ワイドショー大学（日本テレビ）